# 天主教新伊瓜苏教区
天主教新伊瓜苏教區（拉丁語：Dioecesis Neo-Iguassuensis）是巴西一個羅馬天主教教區，屬里約熱內盧總教區。
教區於1960年3月26日成立，管轄里約熱內盧州中西部，2004年時有1,023,000名教友（佔轄區總人口58.3%）、50個堂區和63名司鐸。
現任教區主教為吉爾松·安德拉德-達-西爾瓦，榮休主教為路星·貝爾加明。